# シスタチンC
シスタチンC（英: cystatin C）は血清タンパク質のひとつであり、シスタチンスーパーファミリーの2型に属するアミノ酸120残基のポリペプチドである。ヒトではCST3遺伝子にコードされる。全身の有核細胞で産生され、システインプロテアーゼインヒビターとして、生体内で働いている。血中のシスタチンCは腎糸球体で濾過され、近位尿細管で再吸収される。クレアチニンが筋肉量の影響を受け、男女差がみられるのに対し、シスタチンCはそのような性質はなく、糸球体濾過量（GFR） のマーカーとして優れている。こうした腎臓機能のバイオマーカーとしての役割の他に、心血管疾患の予測における役割の研究も近年では行われている。また、アルツハイマー病など、アミロイドが関係する脳疾患にも関与しているようである。

## 医学的役割

### 腎機能
腎機能の指標となる糸球体濾過量（GFR）は、イヌリンなどの化合物や、51Cr-EDTA、125I-イオタラム酸、99ｍTc-DTPAなどの放射性同位体標識化合物、イオヘキソールなどの造影剤を注入することで最も正確に測定することができるが、こうした技術は複雑で費用や時間がかかり、また副作用の可能性もある。腎機能のバイオマーカーとして最も広く利用されているのはクレアチニンである。クレアチニンは軽度の腎機能障害の検出に関しては不正確であり、その濃度は筋肉量によって変動するもののタンパク質摂取の影響は受けない。また同様に腎機能評価に利用される尿素の濃度は、タンパク質摂取によって変化する可能性がある。こうした変動を補正するため、Cockcroft-Gault式やMDRD式を用いてGFRの推定が行われる。
シスタチンCは低分子量（約 13.3k）であり、腎臓での糸球体濾過によって血中から除去される。腎機能やGFRが低下した場合には、血中シスタチン濃度が上昇する。横断研究からは、シスタチンCの血清濃度は血清クレアチニン濃度よりも正確な腎機能の評価法となることが示唆されている。縦断研究（シスタチンC濃度の経時的追跡）は少ないが、一部では有望な結果が得られている。研究間で一部の相違はみられるものの、大部分の研究ではシスタチンC濃度はクレアチニンと比較して年齢、性別、民族、食事、筋肉量の影響を受けにくく、糖尿病や慢性腎臓病（CKD）の患者、腎移植後の患者などさまざまな患者集団において、その他のバイオマーカーと同等もしくはより優れた指標となることが示されている。シスタチンCはCKD発症リスクの予測因子となり、症状発現前の腎機能不全状態のシグナルとなることが示唆されている。さらに、加齢に伴う血清シスタチン濃度の上昇は、全死因死亡、心血管疾患による死亡、多疾患罹患状態（multimorbidity）、身体・認知機能の低下など、加齢と関連した有害転帰の強力な予測因子となる。英国国立医療技術評価機構（NICE）によるCKDの評価と管理に関するガイドラインでは、血清シスタチンCを用いたGFRの推定は血清クレアチニンによる推定よりも重要な疾患転帰に関する特異性が高いと結論付けられており、ボーダーライン上の患者に対する過剰診断や、不必要な予約、患者の不安、CKDの全体的な負担の減少につながる可能性があるとされている。
また、シスタチンCは投薬量を調整するための腎機能のマーカーとしての研究も行われている。
シスタチンC濃度は、がんの患者、甲状腺機能不全の患者（軽度の場合でも）、そして全てではないもののグルココルチコイドによる治療を受けている患者の一部で変化が生じることが報告されている。他の報告では、喫煙やC反応性蛋白の影響を受けることが示されている。またHIVの感染によっても上昇するようであるが、この変動が実際の腎機能不全を反映したものであるかについての結論は得られていない。また、妊娠時のGFRのモニタリングのためのシスタチンCの利用に関しては議論がある。クレアチニン同様、GFRの悪化に伴って腎臓以外の経路でのシスタチンCの除去が増加する。

### 死と心血管疾患
腎機能不全は死亡や心血管疾患のリスクを高める。いくつかの研究では、シスタチンC値の上昇と死亡リスクやいくつかの心血管疾患（心筋梗塞、心臓発作、心不全、末梢動脈疾患、メタボリックシンドローム）のリスクとの関係が示されている。一部の研究では、この点でシスタチンC値は血清クレアチニンやクレアチニンベースのGFR換算よりも良い指標となることが示されている。シスタチンCと長期転帰との関連はGFRから予測されるよりも強いものであるため、シスタチンCは腎機能とは無関係に死亡率と関連しているという仮説が立てられている。シスタチンCは基礎代謝の影響を受けている可能性が示唆されている。

### Shrunken pore症候群
10–30 kDaの血漿タンパク質に対するヒトの腎臓の糸球体ふるい係数（glomerular sieving coefficient、GSC）は比較的高く、0.9から0.07の間である。こうした比較的高いGSCや、健康な状態では濾過液が盛んに産生されていることは、血漿中の30 kDa以下のタンパク質は主に腎臓でクリアランスされていることを意味し、シスタチンCも少なくとも85%は腎臓でクリアランスされている。糸球体膜の細孔が収縮した場合には、シスタチンCのような大きな分子の濾過が低下する一方で、水やクレアチニンなどの低分子の濾過は比較的影響を受けないと考えられる。こうしたケースでは、シスタチンCを基に推定されたGFR（eGFRcystatin C）はクレアチニンを基に推定されたGFR（eGFRcreatinine）よりも低くなる。こうした状態はshrunken pore症候群と命名されており、eGFRcystatin C/eGFRcreatinine比の低さによって特定される。この症候群は死亡率の大幅な増加と関係している。

### 神経疾患
CST3遺伝子の変異はアイスランド型の脳アミロイドアンギオパチーの原因となる。この疾患は、脳内出血、脳卒中、認知症の素因となる。アイスランド型の脳アミロイドアンギオパチーは、優性遺伝する疾患である。単量体型シスタチンCはドメインスワッピングによって二量体やオリゴマーを形成し、二量体とオリゴマーの双方の構造が決定されている。
シスタチンCはアミロイドβにも結合し、その凝集と沈着を減少させるため、アルツハイマー病における治療標的としての可能性がある。全ての研究で確認されているわけではないものの、全体的なエビデンスとしてはCST3がアルツハイマー病感受性遺伝子であることが支持されている。アルツハイマー病患者では、シスタチンC値が上昇していることが報告されている。
多発性硬化症やその他の脱髄疾患（ミエリン鞘の喪失によって特徴づけられる）におけるシスタチンCの役割に関しては、いまだ議論がある。

### その他の役割
アテローム性動脈硬化や動脈瘤病変では、シスタチンC濃度が低下する。遺伝的研究や予後研究においても、シスタチンCの役割が示唆されている。これらの疾患でみられる一部の血管の破壊は、プロテイナーゼ（システインプロテアーゼやマトリックスメタロプロテイナーゼの増加）とその阻害因子（シスタチンCなどの減少）との不均衡によるものであると考えられている。
いくつかの研究では、加齢黄斑変性におけるシスタチンCやCST3遺伝子の役割が調べられている。シスタチンCはいくつかのがんにおける予後マーカーとしての研究も行われている。妊娠高血圧腎症におけるシスタチンCの役割は確定的ではない。

## 測定
血清（血液から赤血球や凝固因子を除去した液体）中のシスタチンCは、比濁法やPETIA（particle enhanced turbidimetric immunoassay）法などの免疫学的検定を用いて測定することができる。その費用は2–3ドルであり、ヤッフェ法を用いて測定することができる血清クレアチニン（0.02–0.15ドル）よりは高額である。
基準値は集団や性別、年齢によって異なる。さまざまな研究間で平均的な基準範囲（定義は5–95パーセンタイル）は、0.52–0.98 mg/Lである。女性の場合は基準範囲は0.52–0.90 mg/L、平均値は0.71 mg/L、男性の場合は基準範囲は0.56–0.98 mg/L、平均値は0.77 mg/Lである。正常値は出生後1年までは低下し、その後は50歳を過ぎてから再び上昇し始めるまでは比較的一定である。一方クレアチニン濃度は思春期まで上昇を続け、その後は性別によって異なる値となるため、小児患者の測定値の解釈の際に問題となる。
米国全国健康栄養調査（National Health and Nutrition Examination Survey、NHANES）による大規模研究では、基準範囲（定義は1–99パーセンタイル）は0.57–1.12 mg/Lである。女性では0.55–1.18 mg/L、男性では0.60–1.11 mg/Lとなる。黒人やメキシコ系アメリカ人は正常なシスタチン濃度が低いことが観察されている。他の研究では、腎機能不全の患者でGFRが同等となるシスタチンC濃度は女性では低く、黒人では高くなることが示されている。一例として、CKDの診断の際のカットオフ値は60歳白人女性の場合は1.12 mg/Lであるのに対し、黒人男性は1.27 mg/L（13%の増大）である。MDRD式で補正した血清クレアチニン濃度の場合には、値はそれぞれ0.95 mg/dL、1.46 mg/dL（54%の増大）となる。
高血圧、糖尿病、微量アルブミン尿や顕性アルブミン尿、ステージ3以上の慢性腎臓病の持病を持たない20–39歳集団の99パーセンタイル値である1.09 mg/Lを閾値とすると、正常体重のアメリカ人でシスタチンC濃度が高い割合は9.6%であり、過体重や糖尿病患者で割合はより高くなる。アメリカ人では、60–80歳の41%、80歳以上では50%以上にシスタチン値の上昇がみられる。

### 換算式
血清シスタチンC値のeGFRへの換算式は、次のとおり
体表面積での調整なし GFR(mL/min)＝77.24 × (Cys C)−1.2623
体表面積で調整した式 GFR(mL/min/1.73m2) = −4.32 + 80.35/(Cys C)
年齢を考慮した式(男性)  eGFRcys(mL/min/1.73m2 = (104 X Cys-C-1.019 X 0.996年齢) - 8
年齢を考慮した式(女性)  eGFRcys(mL/min/1.73m2 = (104 X Cys-C-1.019 X 0.996年齢 X0.929) - 8

## 分子生物学
シスタチンスーパーファミリーは、シスタチン様ドメインを含むタンパク質の総称である。その中の一部は活性型システインプロテアーゼインヒビターとしての性質を持つが、他のものはインヒビターとしての活性を喪失したか、もしくはもともと持っていなかったものである。シスタチンスーパーファミリーには3つのファミリーが含まれ、それぞれ1型シスタチン（ステフィンファミリー）、2型シスタチン（シスタチンファミリー）および3型シスタチン（キニノゲンファミリー）と呼ばれる。2型シスタチンには、ヒトの体液や分泌液中に存在するさまざまなシステインプロテアーゼインヒビターが含まれ、保護機能を持っていると考えられている。シスタチン遺伝子座は20番染色体短腕に位置し、ここには多くの2型シスタチンの遺伝子および偽遺伝子が含まれている。
シスタチンCをコードするCST3遺伝子もこのシスタチン遺伝子座に位置し、3つのエクソンからなる長さ4.3 kbの遺伝子である。シスタチンCは最も豊富に存在する細胞外システインプロテアーゼインヒビターである。生体内の体液中に高濃度で存在し、ほぼすべての器官で発現している。精液中に最も高濃度で存在し、乳汁、涙液、唾液が続く。疎水的なリーダー配列の存在は、このタンパク質が分泌されるものであることを示している。遺伝子のプロモーター領域には3つの多型がみられ、その結果2種類のバリアントが広く産生される。いくつかの一塩基多型がシスタチンC濃度の変化と関係していることが知られている。この遺伝子の変異はアミロイドアンギオパチーと関連している。また血管平滑筋でのこのタンパク質の発現は、動脈硬化性病変や動脈瘤性病変で著しく減少しており、血管性疾患における役割がわかっている。この遺伝子の変異はアイスランド型遺伝性脳アミロイドアンギオパチーの原因でもあり、脳内出血の素因となっている。
シスタチンCは糖鎖修飾を受けていない塩基性（pI = 9.3）のタンパク質である。シスタチンCの構造は、短いαヘリックスと、5本のストランドからなる大きな逆平行βシートの上にまたがる長いαヘリックスによって特徴づけられる。他の2型シスタチンと同様、2つのジスルフィド結合が存在する。分子の約50%にはヒドロキシプロリンが存在する。シスタチンCはサブドメインを交換することで二量体（分子対）を形成する。分子対を形成した状態では、一方の分子に由来する長いαヘリックスと1本のβストランド、他方の分子に由来する4本のβストランドによって各ユニットが形成される。

## 歴史
シスタチンCは1961年に、腎不全患者の脳脊髄液や尿中の微量タンパク質'γ-trace'として、他の分子（β-traceなど）とともに初めて記載された。GrubbとLöfbergによってそのアミノ酸配列が初めて報告され、進行した腎不全の患者で増加していることが発見された。GFRの指標としての利用は、1985年にGrubbらによって提唱された。血清クレアチニンやシスタチンC値がGFRを正確に反映する、非常に有効性の高いものであることが2012年にNEJM誌で報告された。

## 関連文献
- Jensson O, Palsdottir A, Thorsteinsson L, Arnason A (1990). “The saga of cystatin C gene mutation causing amyloid angiopathy and brain hemorrhage--clinical genetics in Iceland.”. Clin. Genet. 36 (5):  368-77. PMID 2689007.
- Mussap M, Plebani M (2005). “Biochemistry and clinical role of human cystatin C.”. Critical reviews in clinical laboratory sciences 41 (5-6):  467-550. PMID 15603510.
- Palsdottir A, Snorradottir AO, Thorsteinsson L (2006). “Hereditary cystatin C amyloid angiopathy: genetic, clinical, and pathological aspects.”. Brain Pathol. 16 (1):  55-9. PMID 16612982.
- Levy E, Jaskolski M, Grubb A (2006). “The role of cystatin C in cerebral amyloid angiopathy and stroke: cell biology and animal models.”. Brain Pathol. 16 (1):  60-70. PMID 16612983.
- Bökenkamp A, Herget-Rosenthal S, Bökenkamp R (2006). “Cystatin C, kidney function and cardiovascular disease.”. Pediatr. Nephrol. 21 (9):  1223-30. doi:10.1007/s00467-006-0192-5. PMID 16838182.
- Abrahamson M, Jonsdottir S, Olafsson I, et al. (1992). “Hereditary cystatin C amyloid angiopathy: identification of the disease-causing mutation and specific diagnosis by polymerase chain reaction based analysis.”. Hum. Genet. 89 (4):  377-80. PMID 1352269.
- Lindahl P, Abrahamson M, Björk I (1992). “Interaction of recombinant human cystatin C with the cysteine proteinases papain and actinidin.”. Biochem. J. 281 (Pt 1):  49-55. PMID 1731767.
- Abrahamson M, Mason RW, Hansson H, et al. (1991). “Human cystatin C. role of the N-terminal segment in the inhibition of human cysteine proteinases and in its inactivation by leucocyte elastase.”. Biochem. J. 273 (Pt 3):  621-6. PMID 1996959.
- Lenarcic B, Krasovec M, Ritonja A, et al. (1991). “Inactivation of human cystatin C and kininogen by human cathepsin D.”. FEBS Lett. 280 (2):  211-5. PMID 2013314.
- Ghiso J, Saball E, Leoni J, et al. (1990). “Binding of cystatin C to C4: the importance of sense-antisense peptides in their interaction.”. Proc. Natl. Acad. Sci. U.S.A. 87 (4):  1288-91. PMID 2304899.
- Abrahamson M, Olafsson I, Palsdottir A, et al. (1990). “Structure and expression of the human cystatin C gene.”. Biochem. J. 268 (2):  287-94. PMID 2363674.
- Levy E, Lopez-Otin C, Ghiso J, et al. (1989). “Stroke in Icelandic patients with hereditary amyloid angiopathy is related to a mutation in the cystatin C gene, an inhibitor of cysteine proteases.”. J. Exp. Med. 169 (5):  1771-8. PMID 2541223.
- Abrahamson M, Islam MQ, Szpirer J, et al. (1989). “The human cystatin C gene (CST3), mutated in hereditary cystatin C amyloid angiopathy, is located on chromosome 20.”. Hum. Genet. 82 (3):  223-6. PMID 2567273.
- Saitoh E, Sabatini LM, Eddy RL, et al. (1989). “The human cystatin C gene (CST3) is a member of the cystatin gene family which is localized on chromosome 20.”. Biochem. Biophys. Res. Commun. 162 (3):  1324-31. PMID 2764935.
- Palsdottir A, Abrahamson M, Thorsteinsson L, et al. (1988). “Mutation in cystatin C gene causes hereditary brain haemorrhage.”. Lancet 2 (8611):  603-4. PMID 2900981.
- Abrahamson M, Grubb A, Olafsson I, Lundwall A (1987). “Molecular cloning and sequence analysis of cDNA coding for the precursor of the human cysteine proteinase inhibitor cystatin C.”. FEBS Lett. 216 (2):  229-33. PMID 3495457.
- Ghiso J, Jensson O, Frangione B (1986). “Amyloid fibrils in hereditary cerebral hemorrhage with amyloidosis of Icelandic type is a variant of gamma-trace basic protein (cystatin C).”. Proc. Natl. Acad. Sci. U.S.A. 83 (9):  2974-8. PMID 3517880.
- Grubb A, Löfberg H (1982). “Human gamma-trace, a basic microprotein: amino acid sequence and presence in the adenohypophysis.”. Proc. Natl. Acad. Sci. U.S.A. 79 (9):  3024-7. PMID 6283552.
- Brzin J, Popovic T, Turk V, et al. (1984). “Human cystatin, a new protein inhibitor of cysteine proteinases.”. Biochem. Biophys. Res. Commun. 118 (1):  103-9. PMID 6365094.